# Samuel Martin (linguiste)
Pour les articles homonymes, voir Samuel Martin et Martin (nom de famille).
Samuel Elmo Martin, né le 29 janvier 1924, décédé le 28 novembre 2009 à Vancouver, est un professeur des langues d’Extrême-Orient à l'université Yale, aux États-Unis, et l'auteur de nombreux ouvrages sur les langues coréenne et le japonaise.
Il est notamment le créateur du terme sinoxénique, utilisé pour parler des termes chinois importés en coréen, japonais et vietnamien, avec l'écriture han.

## Biographie
Il étudie les langues orientales à l'université de Californie à Berkeley.